# 灵秀镇
灵秀镇是中国福建省泉州市石狮市下辖的一个镇，位于石狮市西南部，三面与晋江市接壤，西连罗山，南接龙湖。1993年9月，经福建省民政厅批准，成立灵秀镇，因辖区名胜灵秀山而得名，镇政府驻塘园村，总面积16．32平方公里。

## 行政区划
灵秀镇共辖12个行政村，分别是：
仕林村、灵狮村、灵峰村、灵山村、前廊村、华山村、港塘村、塔前村、茂厦村、塘园村、彭田村、钞坑村。